# Heterosaphanus mimeticus
Heterosaphanus mimeticus là một loài bọ cánh cứng trong họ Cerambycidae.